# 蘭利控股

蘭利控股有限公司，簡稱蘭利控股（英語：Langley Holdings plc），在1975年，由安托尼·積·蘭利（Anthony.J.Langley，董事長及首席執行官），於英國諾丁漢郡（總部）成立。
業務在全球經營生產和銷售平张印刷机、水泥、石膏、氧化铝、煤炭、钢铁等行业的材料处理和加工设备、在汽车制造行业的电阻焊技术、高端不间断电源，以及化工、建筑服务和资本设备解決方案。
在2011年，蘭利控股旗下前身「蘭利建築公司」（Langley Homes Limited）是在1986年成立，業務在英國諾丁漢郡、林肯郡，以及南約克郡經營承包屋宇行業，25年後更名為「橡樹建築公司」（Oakdale Homes Limited）。
蘭利控股所發出2014年12月31日年度報告（按國際會計準則（IFRS）計算）資料，由史密夫威廉遜會計師事務所所提供核數，在報告中披露2014年營業收入為7.794億歐元，稅前利潤為1.006億歐元。其中曼羅蘭平張印刷系統有限公司則是在2012年2月1日，從已破產母公司曼羅蘭收購，總代價16.88億歐元，已略為盈餘，其他方面，皮勒集團、克劳彼得斯（Claudius Peters）、ARO焊接技术公司、Bradman Lake等也有不錯表現，此外，蘭利控股員工數目約4300名，包括在2014年收購Druckchemie。

## 外部連結
- langleyholdings.com （页面存档备份，存于）